# Gathetus melanocerus
Gathetus melanocerus är en stekelart som beskrevs av Cameron 1901. Gathetus melanocerus ingår i släktet Gathetus och familjen brokparasitsteklar. Inga underarter finns listade i Catalogue of Life.